# Qiupalong
Qiupalong — рід вимерлих теропод орнітомімід пізньої крейди на території сучасного Китаю та Канади.

## Опис

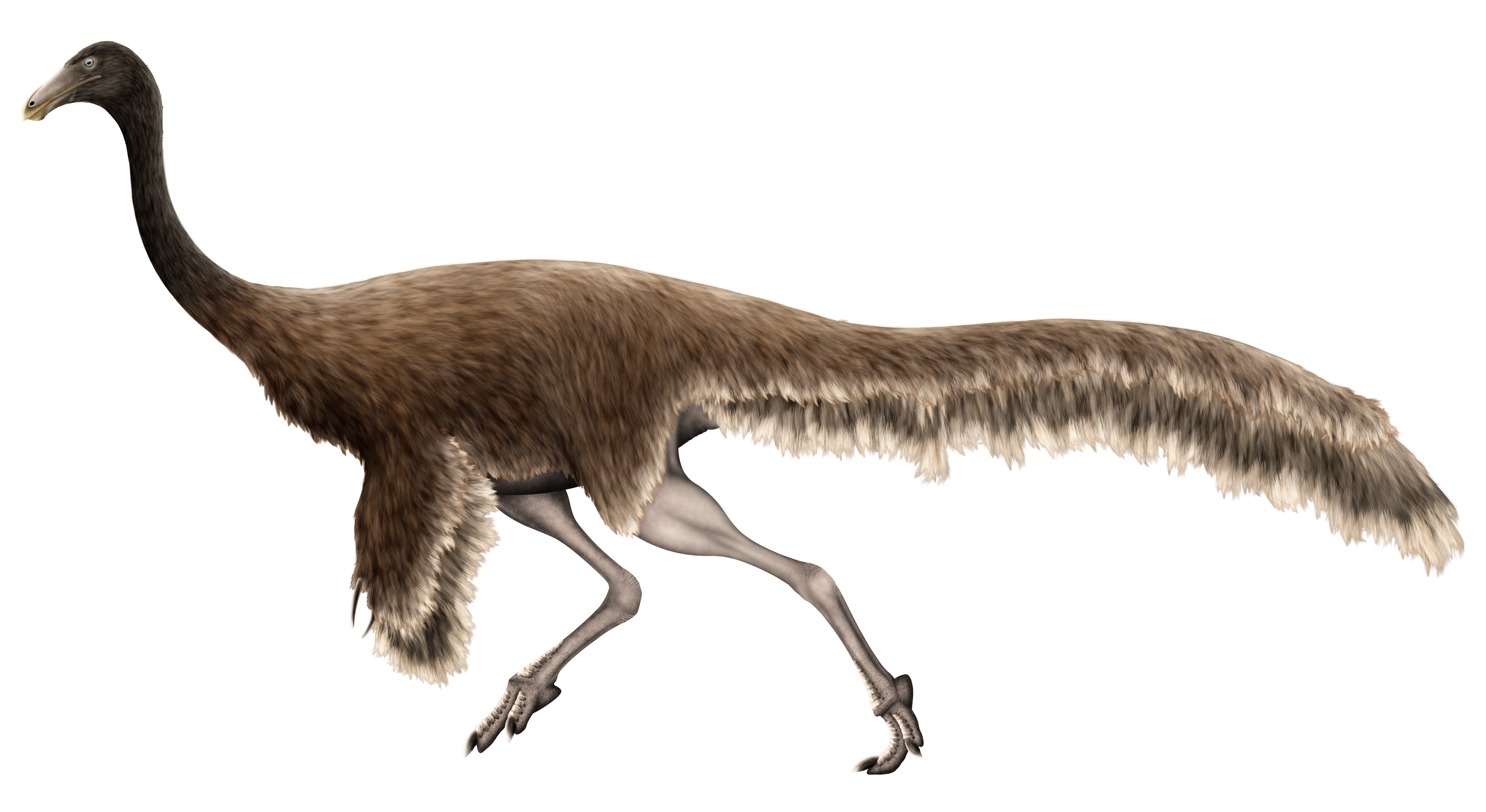
Художнє представлення

Типовий зразок, голотип HGM 41HIII-0106, частково зберігає стегна та задні кінцівки, і був названий та описаний у 2011 році. Команда, яка його описувала, Сю та ін., виявила, що він представляє новий таксон, якому вони дали біномін Qiupalong henanensis. Назва роду походить від формації Qiupa, звідки походить зразок, і китайського слова long, що означає «дракон». Видовий епітет походить від появи таксона в провінції Хенань. Qiupalong походить з пізньої пізньої крейди, виходячи з віку формації Qiupa. Qiupalong є першим остаточним азійським орнітомідом за межами пустелі Гобі та найпівденнішим місцем появи орнітомімід пізньої крейди у Східній Азії. Додаткові зразки, які включають хребці, передні кінцівки, стегна, задні кінцівки, були пізніше описані в 2017 році з групи Беллі-Рівер в Альберті, Канада. Їх віднесли до Qiupalong sp., враховуючи, що вони виникли приблизно за 10 мільйонів років до типового матеріалу Qiupalong. Ці знахідки свідчать про те, що Цюпалонг випромінювався в Азію з Канади.